# Варзи-Ятчи
Варзи́-Ятчи́ (удм. Ӟатча) — село в Алнашском районе Удмуртии, административный центр Варзи-Ятчинского сельского поселения.
До 2004 года состояло из двух отдельных населённых пунктов — села Варзи-Ятчи и посёлка Варзи-Ятчинский (или Варзиятчинский) курорт.

## География
Село расположено на речке Варзинка, в 22 км от районного центра села Алнаши и в 92 км — от Ижевска.
В селе Варзи-Ятчи располагается санаторий, известный своими уникальными лечебными грязями и минеральными водами.

## История
Приход села Варзи-Ятчи открыт по указу Священного Синода в 1841 году. Строительство храма началось в том же году на средства купца Чернова, завершено — в 1845 году. По итогам десятой ревизии 1859 года в 76 дворах казённого села Варзиятчи Елабужского уезда Вятской губернии проживало 205 жителей мужского пола и 137 женского, работали две мельницы. К 1897 году в селе проживало 842 человека.
В 1921 году, в связи с образованием Вотской автономной области, село передано в состав Можгинского уезда. В 1924 году при укрупнении сельсоветов образован укрупнённый Варзи-Ятчинский сельсовет Алнашской волости, в состав которого вошли 10 населённых пунктов. В 1929 году упраздняется уездно-волостное административное деление и село причислено к Алнашскому району. В 1929 году в СССР начинается сплошная коллективизация, в процессе которой в селе образована сельхозартель (колхоз) «Горд Кар».
В 1936 году закрыта сельская церковь. В 1950 году проводится укрупнение сельхозартелей, несколько соседних колхозов объединены в один колхоз «Красное Знамя», центральная усадьба которого размещалась в селе Варзи-Ятчи.
25 октября 2004 года к селу Варзи-Ятчи был присоединён посёлок Варзи-Ятчинский курорт. 16 ноября того же года Варзи-Ятчинский сельсовет был преобразован в муниципальное образование Варзи-Ятчинское и наделён статусом сельского поселения.

## Население
| 2008 | 2010 | 2012 |
| ---- | ---- | ---- |
| 1040 | ↘973 | ↘966 |

## Объекты социальной сферы
- Варзи-Ятчинская средняя общеобразовательная школа — 236 учащихся в 2014 году[13].
- Варзи-Ятчинский детский сад.
- Сельская библиотека.
- Клуб.
- Больница.

## Экономика
- Санаторий «Варзи-Ятчи» — основан в 1889 году[14].
- ООО «Варзи-Ятчинское»

## Люди, связанные с селом
- Гусаров Виктор Александрович — уроженец села, призван Алнашским РВК в сентябре 1939 года. Отличился, будучи командиром эскадрильи: за период с 11 по 15 мая 1942 года произвёл 13 боевых вылетов, лично сбил 5 немецких истребителей, награждён орденом Красного Знамени[15].
- Ермаков Иван Васильевич — уроженец села, призван Алнашским РВК в 1940 году. Отличился, будучи наводчиком орудия 100-го гвардейского артполка: 24 января 1943 года при атаке вражеских танков открыл огонь из орудия, подбил 3 танка; будучи раненым, продолжал вести огонь, пока орудие не было выведено из строя, награждён орденом Красного Знамени[16].
- Кононов, Сергей Витальевич — рядовой российской армии, в течение нескольких часов в одиночку сдерживавший наступление грузинских вооружённых сил в ходе Грузино-осетинского конфликта 2008 года. Посмертно удостоен Ордена Мужества.
- Абрамов, Александр Николаевич — уроженец села, художник.
- Байтеряков, Николай Семёнович — уроженец села, удмуртский поэт. В школе есть кабинет, посвящённый поэту. Имеются различные проекты создания музея Байтерякова в Варзи-Ятчи.
- Глезденев, Валерий Васильевич (1950—1984) — уроженец села. Погиб в Афганистане. Его именем названа школа в селе.
- Алисова-Клобукова, Евгения Николаевна — уроженка села, ботаник

## Галерея

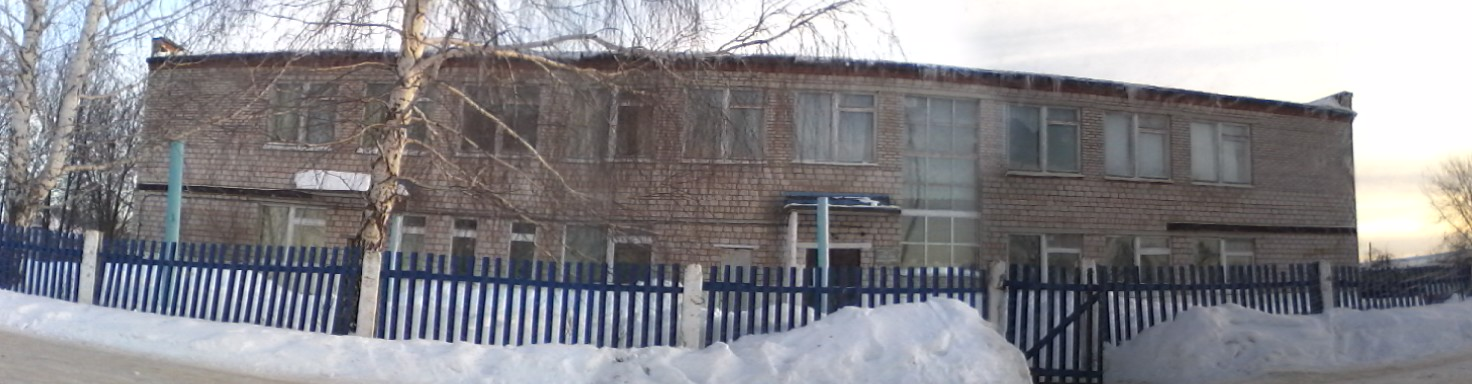
Варзи-Ятчинский детский сад.
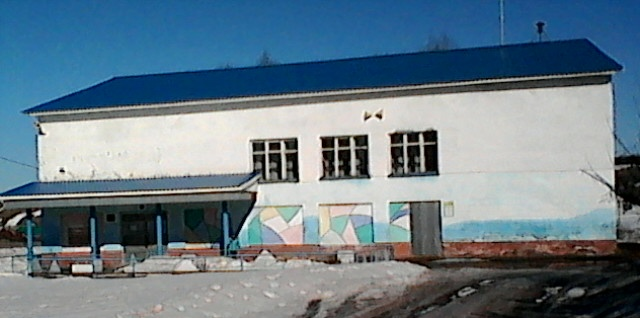
Варзи-Ятчинский сельский клуб
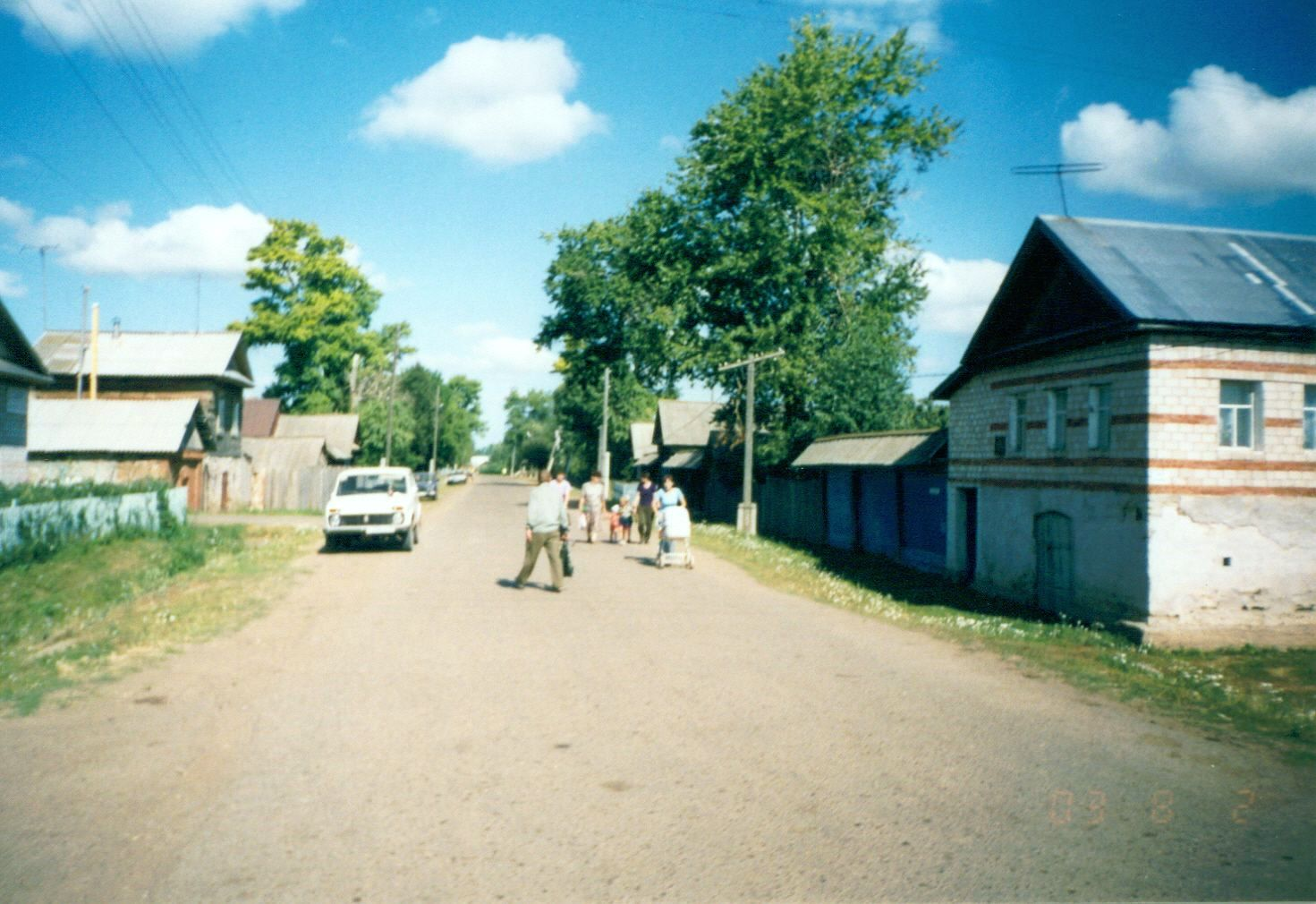
Улица Байтерякова